# Pyrrhogyra stratonicus
Pyrrhogyra stratonicus är en fjärilsart som beskrevs av Hans Fruhstorfer 1908. Pyrrhogyra stratonicus ingår i släktet Pyrrhogyra och familjen praktfjärilar. Inga underarter finns listade.